# Megaselia longicauda
Megaselia longicauda är en tvåvingeart som beskrevs av Bridarolli 1951. Megaselia longicauda ingår i släktet Megaselia och familjen puckelflugor. Inga underarter finns listade i Catalogue of Life.